# Коломоєць Юрій Миколайович
Юрій Миколайович Коломоєць (нар. 22 березня 1990, Кривий Ріг, СРСР) — український футболіст, нападник. Грав за збірну України.

## Ігрова кар'єра
Народився у Кривому Розі. Із шести років займався футболом у дитячій школі «Кривбаса». Перший тренер — Володимир Миколайович Удод. У сезоні 2003/04 у ДЮФЛ зі своєю командою дійшов до стикових ігор за місце у фінальній частині чемпіонату України, де криворіжці поступилися команді «Молодь» (Полтава). Після цих ігор був запрошений до Полтави, де зіграв за «Молодь» у фінальному турнірі. Після закінчення сезону повернувся у «Кривбас», де залишався до 2009 року. За ці роки попрацював під керівництвом багатьох фахівців: Олега Васильовича Чумака, Юрія Олександровича Чумака, Геннадія Володимировича Жилкіна, Сергія Мазура, Сергія Солов'я, а також, тренуючись з основним складом, Олега Анатолійовича Тарана та Сергія Геннадійовича Башкірова. У 2007 році провів свій єдиний матч за основну команду «Кривбаса» — у Кубку України проти тернопільської «Ниви». У першій частині сезону 2008/09 грав в оренді в першоліговому «Нафтовику-Укрнафті».
У 2010 році тренер криворізького «Гірника» Геннадій Приходько, який знав Коломойця з «Кривбаса», узяв футболіста до себе в оренду. Перші півроку за «Гірник» нападник виступав на правах оренди, а вже потім уклав із «гірниками» повноцінний контракт. У друголіговому колективі Коломоєць відзначався високою результативністю. У сезоні 2011/12 з 11-ма голами нападник посів 3-е місце у списку бомбардирів Другої ліги. Після осінньої частини сезону 2012/13 із 16-ма голами посідав друге місце, відставши лише від Станіслава Куліша.
Узимку 2013 року перейшов в «Олександрію». Один із лідерів Першої ліги, який лише влітку вилетів із Вищого дивізіону, підібрав одного з найкращих бомбардирів третього дивізіону. У сезоні 2012/13 з олександрійцями Коломоєць ставав бронзовим призером Першої ліги, потім його команда послідовно завоювала срібло (2013/14) і золото (2014/15), оформивши повернення у Прем'єр-лігу. 19 липня 2015 року в першому турі чемпіонату України 2015/16 у грі проти донецького «Шахтаря» Коломоєць дебютував у Прем'єр-лізі. 2 грудня того ж року стало відомо, що Юрій покинув клуб.
22 грудня 2015 року підписав однорічний контракт із полтавською «Ворсклою». У грудні 2016 року залишив «зелено-білих» як вільний агент.
12 січня 2017 року став гравцем угорського клубу МТК.
У червні 2017 року повернувся до «Ворскли».
На початку березня 2021 року Юрій Коломоєць став гравцем команди першої ліги України «Волинь»., де провів 12 матчів та відзначився однієї результативною передачею. А вже у червні того ж року, перед стартом нового футбольного сезону (2021/2022), став гравцем житомирського «Полісся».

## Збірна
10 листопада 2017 року дебютував у складі збірної України в товариському матчі проти збірної Словаччини.

## Досягнення

### Командні
- Переможець Першої ліги України: 2014/15
- Срібний призер Першої ліги України: 2013/14
- Бронзовий призер Першої ліги України: 2012/13

## Зноски
1. 1 2  Коломоец: «Планки по голам за сезон для себя не ставлю» (рос.). Артур Валерко, Football.ua. 25 жовтня 2012. Архів оригіналу за 30 серпня 2016. Процитовано 27 липня 2016.
2. ↑  Юрий Коломоец: Каждая команда в Первой лиге может обыграть каждую (рос.). Александр Рыженко, «UA-Футбол». 3 грудня 2013. Архів оригіналу за 4 березня 2016. Процитовано 27 липня 2016.
3. ↑  Юрий Коломоец и Анатолий Пашковский: 19 голов на двоих (рос.). Игорь Дробный, пресс-служба ФК «Горняк». 18 грудня 2013. Архів оригіналу за 5 березня 2016. Процитовано 27 липня 2016.
4. ↑  Юрий Коломоец: «Год выдался тяжёлым, потрачено много сил» (рос.). footboom.com. 27 грудня 2012. Архів оригіналу за 23-12-2015. Процитовано 27-07-2016.
5. ↑  В. Шаран: «В Ужгород їдемо за позитивним результатом». Офіційний сайт ФК «Олександрія». 2 грудня 2015. Архів оригіналу за 8 грудня 2015. Процитовано 3 грудня 2015.
6. ↑  Перший міжсезонний новачок. Офіційний сайт ФК «Ворскла». 22 грудня 2015. Архів оригіналу за 26 грудня 2015. Процитовано 22 грудня 2015.
7. ↑  Коломоєць пішов з «Ворскли».  «UA-Футбол» (28 грудня 2016). Перевірено 28 грудня 2016.
8. ↑  Кращий бомбардир ворсклян продовжить кар’єру в Угорщині.  Poltava365.com (12 січня 2017). Перевірено 13 січня 2017.
9. ↑  Архівована копія. Архів оригіналу за 11 листопада 2017. Процитовано 10 листопада 2017.{{cite web}}:  Обслуговування CS1: Сторінки з текстом «archived copy» як значення параметру title (посилання)
10. ↑  У «Волині» – троє нових гравців![недоступне посилання]
11. ↑  Україна - Словаччина: онлайн трансляція (рахунок 2:1). Архів оригіналу за 10 листопада 2017. Процитовано 10 листопада 2017.